# لاشلان سكوت
لاشلان سكوت (بالإنجليزية: Lachlan Scott)‏ (15 أبريل 1997 بولونغونغ في أستراليا - ) هو لاعب كرة قدم أسترالي في مركز الهجوم. لعب مع سيدني تايغرز.

## روابط خارجية
- لاشلان سكوت على موقع قاعدة بيانات كرة القدم.إي يو (الإنجليزية)
- لاشلان سكوت على موقع Soccerway.com (الإنجليزية)